# Karl Rehrmann
Karl Rehrmann (* 10. März 1914 in Marburg; † 5. Oktober 2000) war Landrat des Dillkreises und des Lahn-Dill-Kreises.

## Familie
Karl Rehrmann war der Sohn des Obertelegrafeninspektors Karl Rehmann und dessen Frau Elisabeth, geborene Keil.

## Ausbildung und Beruf
Karl Rehrmann besuchte zunächst die städtische Bürgerschule und anschließend das Realgymnasium in Marburg, wo er 1932 das Abitur bestand. Noch im gleichen Jahr begann er das Studium der Rechtswissenschaft an der Universität Marburg und wechselte für ein Semester an die Universität Berlin. 1934 unterbrach er das Studium für ein freiwilliges Jahr Militärdienst. Das erste juristische Staatsexamen legte er 1937 am Oberlandesgericht Kassel ab. Dem schloss sich das Referendariat an, das ihn an das Amtsgericht Kirchhain, das Regierungspräsidium Kassel und das Landratsamt Wolfhagen führte. 1940 oder 1941 promovierte er bei Paul Gieseke. Am Zweiten Weltkrieg nahm er in seiner vollen Länge ab 1939 teil und geriet in Kriegsgefangenschaft, aus der er 1947 entlassen wurde. 1948 legte er das zweite juristische Staatsexamen ab und arbeitete als Assessor im Regierungspräsidium Wiesbaden. 1950 wurde er Regierungsrat und Beamter auf Lebenszeit.

## Politik
Karl Rehrmann gehörte der CDU an. Zum 1. Juli 1954 wurde er zum Landrat des Dillkreises gewählt, ein Amt, das er bis Ende 1976 innehatte, als der Dillkreis im Zuge der Gebietsreform in Hessen aufgelöst wurde und im neu geschaffenen Lahn-Dill-Kreis aufging, zu dem auch der bisherige Landkreis Gießen gehörte. Im neuen Lahn-Dillkreis war er zunächst Staatsbeauftragter Erster Kreisbeigeordneter, bevor er am 16. Juni 1977 zu dessen Landrat gewählt wurde. Nach der „Reform der Gebietsreform“ im Bereich des Lahn-Dillkreises und der Stadt Lahn 1979 übernahm er bis 1981 den Landratsposten im neu formierten Lahn-Dill-Kreis. Während seiner 25-jährigen Tätigkeit als Landrat war er auch langjährig Präsident des Hessischen Landkreistages.